# Constantijn Arnoud Ernest Adrien van Panhuys

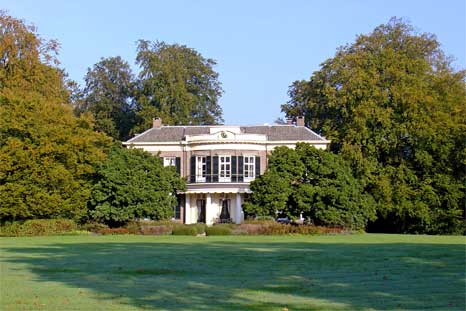
Het Enzerinck te Vorden

Constantijn Arnoud Ernest Adrien van Panhuys ('s-Gravenhage, 17 september 1811 – aldaar, 4 juli 1895) was een Nederlands lokaal, provinciaal en landelijk politicus.
Van Panhuys was lid van de adellijke familie Van Panhuys. Zijn grootvader Willem Hendrik van Panhuys (1734-1808) was rentmeester van Staats-Overmaas. Zijn ouders waren jhr. mr. Isaac Lodewijk van Panhuys (1771-1828), secretaris van 's-Gravenhage, en Sara Constantia de Beveren (1778-1811).
Van 1830 tot 1834 vervulde Van Panhuys militaire functies, na een opleiding aan de Koninklijke Militaire Academie. Hij nam in 1834 ontslag wegens zijn huwelijk in dat jaar met Charlotte Everdina Winanda Staring (1810-1887), dochter van de dichter Anthony Christiaan Winand Staring (1767-1840), met wie hij drie kinderen kreeg.
Het echtpaar liet na hun huwelijk het huis Het Enzerinck te Vorden bouwen dat zij tot 1859 bewoonden. In deze plaats werd hij in 1840 gemeenteraadslid (tot 1852); van 1846 tot 1853 was hij burgemeester en gemeentesecretaris van die gemeente.
Daarnaast was Van Panhuys van 1848 tot 1859 lid van Provinciale Staten van Gelderland (eerst voor de ridderschap tot 1850). In 1852 werd hij verkozen tot lid van de Tweede Kamer der Staten-Generaal, een functie die hij net vier maanden zou bekleden; in de Kamer voerde hij nooit het woord. Vervolgens werd hij in 1853 opnieuw gemeenteraadslid van Vorden (tot 1859); van 1853 tot 1856 was hij er wethouder. Daarna had hij alleen nog de functie van rijkscommissaris bij spoorwegmaatschappijen.
- Biografisch Portaal: 35943134
- Digitale Bibliotheek voor de Nederlandse Letteren: panh004
- Parlement.com: vg09ll462rzh